# Châlette-sur-Loing
Châlette-sur-Loing é uma comuna francesa na região administrativa do Centro, no departamento Loiret. Estende-se por uma área de 13,13 km². Em 2010 a comuna tinha 13 051 habitantes (densidade: 994 hab./km²).111 hab/km².